# Basileia III
Os Acordos de Basileia III ou simplesmente Basileia III referem-se a um conjunto de propostas de reforma da regulamentação bancária, publicadas em 16 de dezembro de 2010. Basileia III faz parte de um conjunto de  iniciativas, promovidas pelo  Fórum de Estabilidade Financeira (em inglês, Financial Stability Board, FSB) e pelo G20, para reforçar o sistema financeiro após a Grande Recessão. Trata-se da primeira revisão de Basileia II (CRD II) e foi realizada ao longo de 2009, com aplicação prevista para  31 de dezembro de 2010.
A reforma foi motivada pela constatação de que a severidade da crise se explica, em grande parte, pelo crescimento excessivo dos valores apresentados nos balanços  dos bancos (e também fora dos balanços, nos derivativos, por exemplo),  ao mesmo tempo em que caíam o nível e a qualidade dos recursos próprios destinados a cobrir os riscos. Além disso, muitas instituições não dispunham de reservas suficientes para fazer face a uma crise de liquidez.
Nesse contexto, o sistema bancário revelou-se, de início, incapaz de absorver as perdas que afetaram os produtos estruturados de securitização e de assumir, em seguida, a  reintermediação de uma parte das exposições extra-balanço. 
No pior momento da crise, as incertezas pesaram sobre a qualidade dos balanços, a solvabilidade dos bancos e os riscos ligados à interdependência entre eles (podendo a insolvência de uma instituição  provocar a insolvência de uma outra, em efeito dominó), engendrando uma  crise de confiança e  de liquidez generalizada.
Considerando-se o papel do sistema financeiro no financiamento da economia real, o caráter internacional das instituições financeiras e o custo final suportado pelos Estados principalmente através dos planos de bailout com recursos públicos, uma intervenção coordenada por parte dos agentes reguladores internacionais  foi considerada legítima.

## Principais pontos
O acordo de Basileia III deve forçar bancos a aumentarem suas reservas de capital para se protegerem de crises. 
Os bancos terão que triplicar, passando a 7 %, o total de suas reservas de proteção contra uma futura crise.
O capital mínimo de alta qualidade, que inclui apenas ações ordinárias e lucros retidos, vai aumentar de 2% para 4,5% dos ativos ponderados pelo risco, gradualmente, entre 2013 e 2015. O chamado Capital Tier I, que inclui além das ações ordinárias e lucros retidos, as ações preferenciais, instrumentos híbridos de capital e a  dívida sem vencimento, passará dos atuais 4% para 6% até 2015, segundo comunicado do grupo presidido pelo então presidente do Banco Central Europeu, Jean-Claude Trichet.
Além disso, os bancos terão que constituir, aos poucos, entre 2016 e 2019, dois "colchões de capital" para serem usados em momentos de crise:
1- O colchão de conservação de capital será equivalente a 2,5% dos ativos ponderados pelo risco. Com isso, o capital de alta qualidade adicionado ao colchão de conservação passará, no fim de 2019, para 7%. Já a exigência mínima de capital Tier I continua sendo de 8% - porém, considerando-se o colchão de conservação, passa para 10,5%. Os bancos poderão utilizar, em determinadas circunstâncias, o capital desse colchão. Mas, se o banco estiver próximo do percentual mínimo exigido, terá que reduzir a distribuição de lucros e dividendos. Com isso, a supervisão pretende evitar que as instituições continuem a pagar elevados bônus e dividendos mesmo quando sofrem deterioração de capital.
2- O colchão contra cíclico de capital de alta qualidade ficará entre 0% e 2,5% e poderá ser exigido segundo as necessidades de cada país signatário do Acordo. Esse segundo colchão dependerá do nível de capitalização do mercado e será destinado a proteger o sistema bancário em períodos de expansão de crédito - quando os bancos terão que guardar uma parte de capital para formar seus colchões. Desta forma, considerando os dois colchões, o capital mínimo exigido  poderá chegar a 13%.
As novas regras de capital Tier 1 serão implementadas a partir de janeiro de 2013, até janeiro de 2015, enquanto as proteções adicionais devem ser implementadas entre janeiro de 2016 e janeiro de 2019.  